# Konstanty Ołtarzewski
Konstanty Ołtarzewski herbu Lis (ur. ?, zm. 1778) – sędzia ziemski lubelski w latach 1777–1778, stolnik lubelski w latach 1771–1777, podczaszy lubelski w latach 1770–1771, podstoli lubelski w latach 1754–1770.
W załączniku do depeszy z 2 października 1767 roku do prezydenta Kolegium Spraw Zagranicznych Imperium Rosyjskiego Nikity Panina, poseł rosyjski Nikołaj Repnin określił go jako posła wątpliwego dla realizacji rosyjskich planów na sejmie 1767 roku, poseł województwa lubelskiego na sejm 1767 roku.